# Família Filocala
Família Filocala (em latim: Philocala; em grego medieval: Φιλοκάλης; romaniz.: Philokáles; lit. "amante do bom") foi uma família bizantina que esteve ativo do século X ao XII.

## Vida
O primeiro membro conhecido da família é citado numa inscrição de Tzíralo, na Trácia, sobre a reconstrução de uma fortificação na cidade. Em 996, outro Filocala é registrado na novela de 996 do imperador Basílio II (r. 976–1025) como exemplo de aldeão ordinário que ascendeu à posição de protovestiário e adquiriu terras dos aldeões vizinhos; suas terras foram confiscadas por Basílio. A família reaparece na segunda metade do século XI, quando Andrônico Filocala serviu como catepano da Bulgária ca. 1066. Outros membros, incluindo a proedrissa Eudóxia Filocalina, são conhecidos por seus selos. Miguel Filocala, eparca e mítico do mesmo período, foi identificado com o Miguel que era eparca e místico em 1094. No mesmo ano, Manuel Filocala foi caníclio.
Eumácio Filocala, um dos mais habilidosos generais de Aleixo I (r. 1081–1118), serviu como governador do Chipre ca. 1092-1003 e novamente ca. 1112, liderou uma embaixada à Hungria e derrotou os turcos seljúcidas ca. 1109/1110. Alguns selos nomeiam-o (ou um homônimo) como mega duque e pretor da Hélade e Peloponeso; um foro de 1118 sobre uma disputa de terra em Creta chama-o sebasto, mega duque e pretor. Alguns Filocalas do século XII ocuparam postos militares com um dos generais de Manuel I (r. 1143–1180) e outro que provavelmente serviu como duque da Dalmácia em 1178. Outros também estiveram no serviço civil, como o gramático Eumácio; certo Filocala que foi logóteta do secreto; e Eumácio, que era eparca sob Aleixo III Ângelo, um dos homens mais ricos do Império Bizantino e um emissário imperial. Foi sugerido que o mega duque de 1214 Filocala pode ser associado ao logóteta acima descrito, mas a associação é incerta.